# カラアゲ☆USA
『カラアゲ☆USA』（カラアゲ ユーエスエー）は、2014年制作の日本映画。

## 概要
アメリカ帰りの主人公・辛島彩音は、鶏のから揚げの「専門店発祥の地」とされる大分県宇佐市出身で、実家がから揚げ専門店を営んでいるというのに、から揚げが苦手で食べられない。しかし、父が倒れたことをきっかけに、から揚げナンバーワンを決める「カラアゲ・カーニバル」を目指してから揚げ作りの修行を始める。
主人公役の高橋愛は映画初主演。その父役の石丸謙二郎は地元大分県出身。

## キャスト
- 辛島彩音（主人公） - 高橋愛
- 辛島清子（主人公の母） - 浅田美代子
- 辛島隆輔（主人公の父） - 石丸謙二郎
- 辛島そめ（主人公の祖母） - 渡辺美佐子
- ランディ・ジャクソン（主人公の夫） - ダンテ・カーヴァー
- シャーリー（主人公の娘） - プリンセス・アプラク
- 稲積智也（主人公の幼なじみ） - 海東健
- 島津昭泰（弁当屋） - 中村ゆうじ
- 渡辺那美子 - 菜葉菜

## スタッフ
- 監督 - 瀬木直貴
- プロデューサー - 藤倉博
- 脚本 - 山田耕大
- 音楽 - 長岡成貢
- 配給 - 太秦
- 製作 - カラアゲ☆USA製作上映推進委員会（三和酒類、大分合同新聞社、大分放送、TSエンタープライズ、ソウルボート）